# Heniocha puderosa
Heniocha puderosa is een vlinder uit de familie nachtpauwogen (Saturniidae). De wetenschappelijke naam van deze soort is voor het eerst geldig gepubliceerd in 2004 door Darge.
De soort komt voor in tropisch Afrika.